# Lafayette County, Arkansas
Lafayette County är ett administrativt område i delstaten Arkansas, USA. År 2010 hade countyt 7 645 invånare. Den administrativa huvudorten (county seat) är Lewisville. 

## Geografi
Enligt United States Census Bureau så har countyt en total area på 1 412 km². 1 363 km² av den arean är land och 49 km² är vatten.  

### Angränsande countyn
- Hempstead County  - nord
- Nevada County  - nordöst
- Columbia County  - öst
- Webster Parish, Louisiana  - sydöst
- Bossier Parish, Louisiana  - syd
- Caddo Parish, Louisiana  - sydväst
- Miller County  - väst